# Günstedt

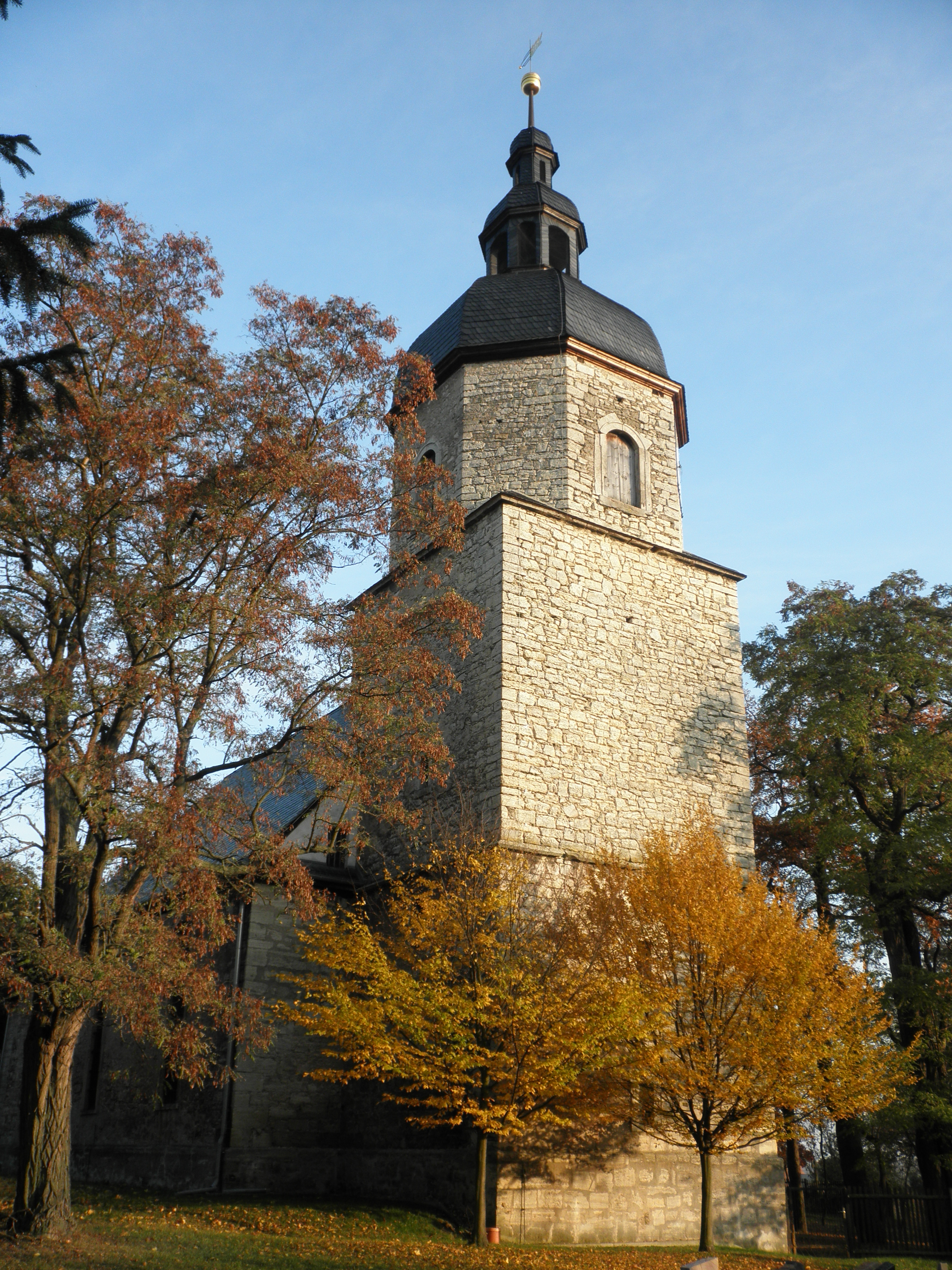
Kirche St. Petri-Pauli

Günstedt ist eine Gemeinde im Landkreis Sömmerda in Thüringen. Sie gehört der Verwaltungsgemeinschaft Kindelbrück an, die ihren Verwaltungssitz in der Landgemeinde Kindelbrück hat.

## Geografie
Günstedt liegt am Nordrand des Thüringer Beckens. Durch den Ort fließt die  Schwarzburgische Helbe.

## Geschichte
Erstmals wurde der Ort im Jahr 802 urkundlich erwähnt. Der Ort gehörte bis 1815  zum kursächsischen Amt Weißensee. Durch die Beschlüsse des Wiener Kongresses kam er zu Preußen und wurde 1816 dem Landkreis Weißensee im Regierungsbezirk Erfurt der Provinz Sachsen zugeteilt, zu dem er bis 1944 gehörte.
Während der Zeit des Nationalsozialismus trafen bereits 1939 die ersten 20 Kriegsgefangen aus dem Stalag IV B Mühlberg/Elbe in Günstedt ein, in den nächsten Jahren folgten verschleppte Männer und Frauen aus Polen und  der Ukraine. 1943 zählte man 53 Zwangsarbeiter. Im Herbst 1943 trafen italienische Militärinternierte und eine unbekannte Zahl von Personen aus dem ehemaligen Jugoslawien ein. Die Zwangsarbeiter mussten in der Landwirtschaft arbeiten.
Nach Auseinandersetzungen mit Sturmabteilung-Leuten wurde Karl Krämer (Jg. 1889) im Dezember 1939 vom Oberlandesgericht Kassel wegen „Vorbereitung zum Hochverrat“ zu drei Jahren Zuchthaus verurteilt. Die 1906 geborene Martha Koch verbüßte vom 1. Juni 1944 bis 1. Februar 1945 eine neunmonatige Gefängnisstrafe wegen „staatsfeindlicher Äußerungen“.

## Politik

### Gemeinderat
Der Gemeinderat aus Günstedt setzt sich aus 8 Ratsfrauen und Ratsherren zusammen.
- BBG 6 Sitze
- Die Linke 2 Sitze

(Stand: Kommunalwahl am 27. Juni 2004)

### Bürgermeister
Die ehrenamtliche Bürgermeisterin Claudia Knirsch wurde am 27. Juni 2004 gewählt.

## Sehenswürdigkeiten
Kirche St. Petri-Pauli, mit 300 Jahre alten Deckengemälden. Die Kirche ist ein Architekturdenkmal und wurde mit Unterstützung der Deutschen Stiftung Denkmalschutz und der Stiftung KiBa erneuert.

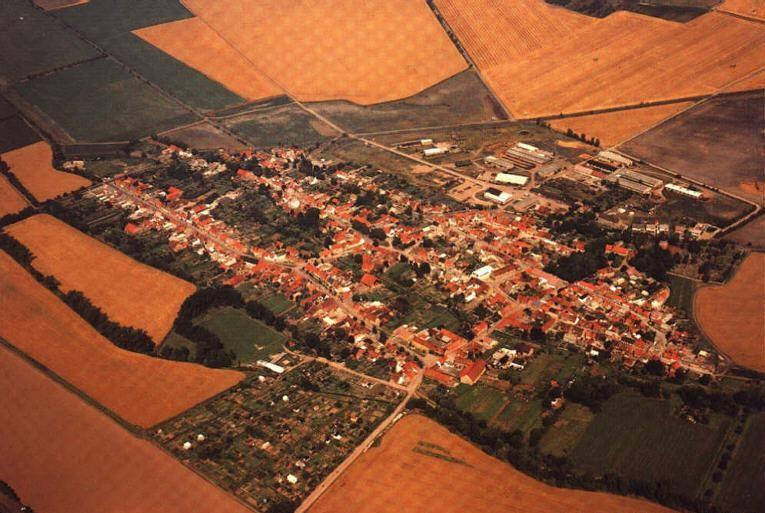
Luftbild von Günstedt
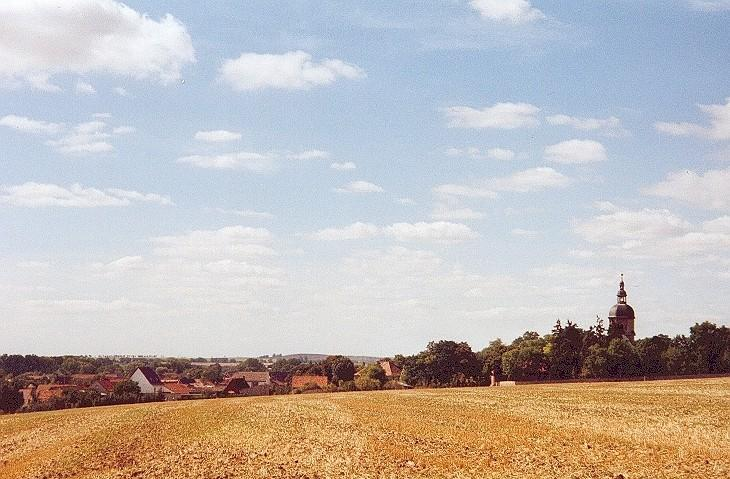
Blick aus östlicher Richtung auf Günstedt
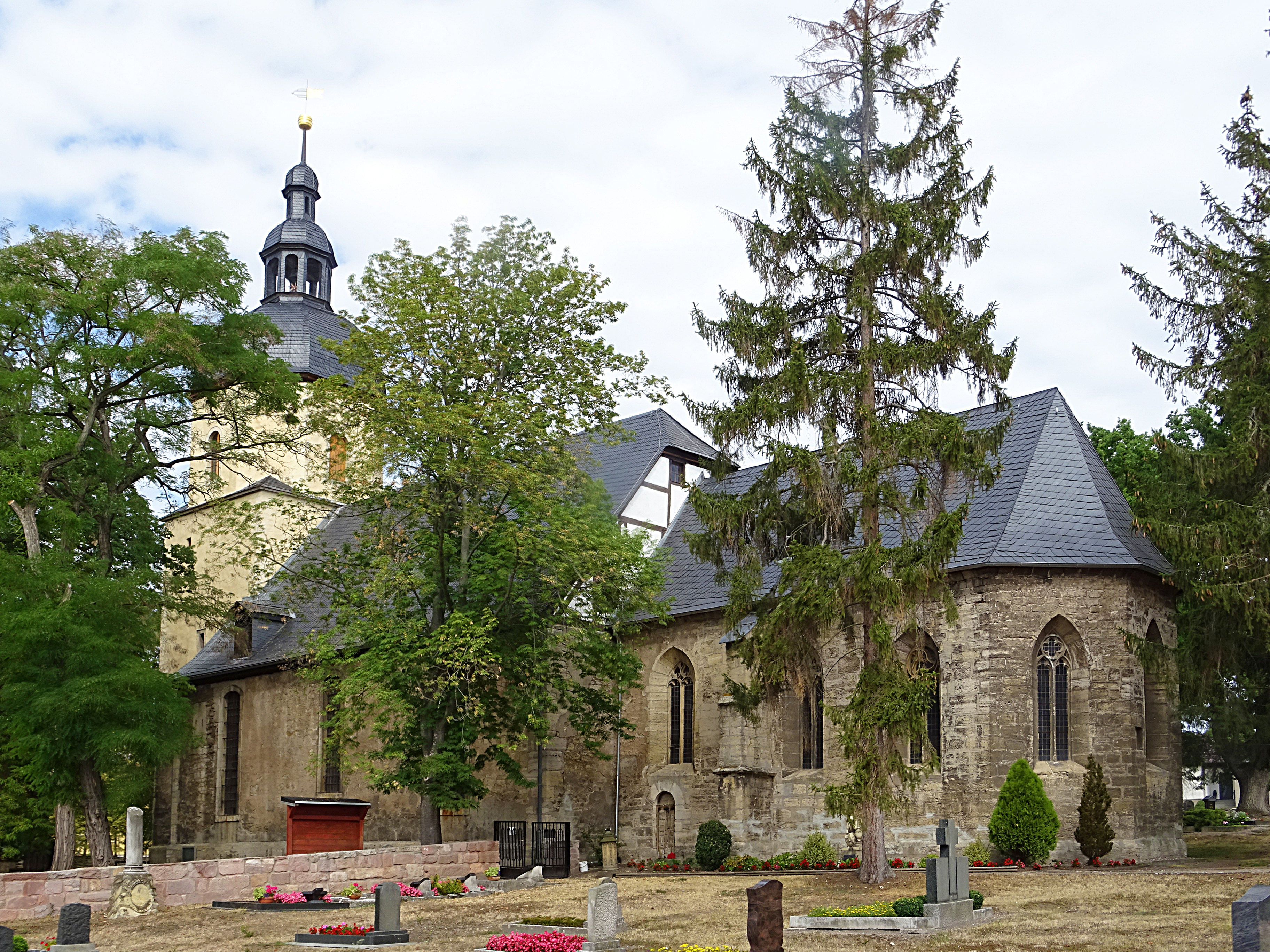
Kirche aus südöstlicher Richtung
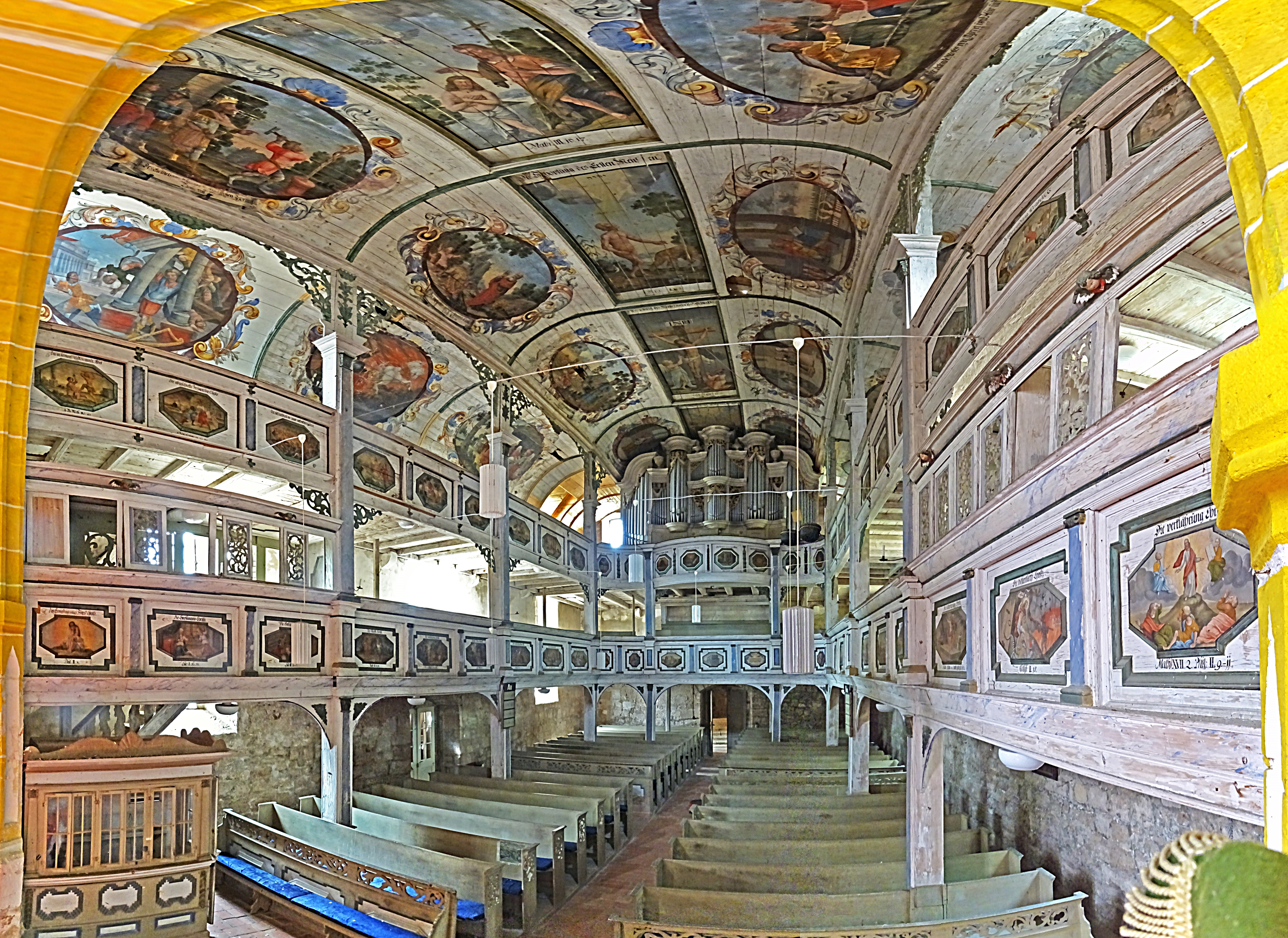
Innenansicht der Kirche
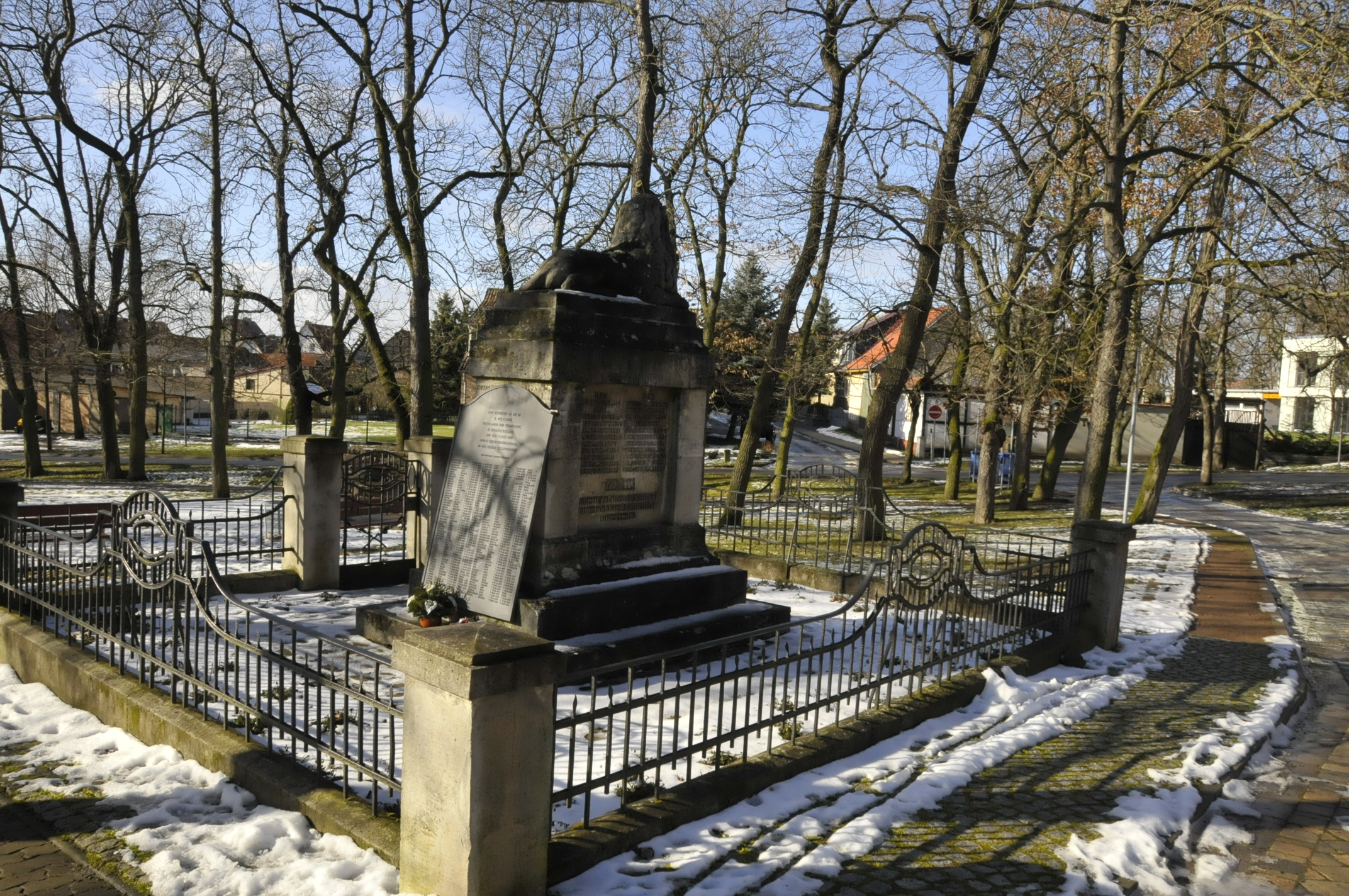
Kriegerdenkmal in der Nähe der Kirche

## Persönlichkeiten
- Martin Siedersleben (1899–1987), Theologe